# Løve Station
Løve Station er en tidligere dansk jernbanestation i Løve. Stationen lukkede ved køreplansskiftet 11. december 2011 samtidig med nabostationen i Havrebjerg.